# Kathia Rock
Katia Rock, née à Mani-utenam, est une auteure compositrice, comédienne et conteuse autochtone de la Première Nation innue du Québec.

## Biographie
Kathia Rock vient de Malioténam (ou Mani-Utenam), une réserve autochtone située près de Sept-Îles au Québec.
Dans la culture innue, pour pouvoir jouer du tambour, il faut d'abord l'avoir vu dans ses rêves. Le tambour est supposé n'être joué que par les hommes. Katia Rock se rend donc à Malioténam pour rencontrer des femmes innues joueuse de tambour et obtenir leur aval.
Kathia Rock a participé à bon nombre de festivals en Europe et au Canada. En 2007, elle fut finaliste au Festival en chanson de Petite-Vallée. Le 4 août 2011, elle a fait une apparition au festival Présence autochtone à la place des Festivals de Montréal.
Elle a été présente au premier festival Manitou le 15 juillet 2017.
Elle a participé à la Fête  Nationale du Québec à Montréal le 24 juin 2022, accompagnée de la chanteuse Kim Richardson. Elle participe à la 27e édition des Francouvertes en 2023.

## Albums
- Uitshinan (2006) -démo Conseil des Arts -
- Premier album UAPEN NUTA / TERRE DE NOS AÏEUX SORTI LE 21 JUIN 2022.